# أكيكو كوباياشي
أكيكو كوباياشي (باليابانية: 小林昭子) هي كيميائية يابانية، ولدت في 1943 في محافظة طوكيو ‏ في اليابان.